# Manoir de Westerkulla
Le manoir de Westerkulla (finnois : Westerkullan kartano) est un manoir historique situé dans le quartier Länsimäki de Vantaa en Finlande. 

## Histoire
Le manoir a été formé en 1630 à partir des quatre fermes de l'époque. Le manoir a régné librement de 1633 jusqu'en 1683, date à laquelle le manoir a été transformé en ferme équestre royale. La ferme a été achetée comme ferme héritée en 1797.
Le manoir est mentionné pour la première fois dans des documents de l'année 1587. Mais son histoire commence en fait en 1626, lorsqu'il fut accordé comme fief par le noble de Livonie Reinhold Wunsch. Son petit-fils Adan Johan Wunsch aurait commis un meurtre et aurait été le mouton noir de la famille. Il a vendu la ferme pour 300 pièces d'argent au seigneur du comté d'Uusimaa et du Häme, le baron Axel Rosenhan. Le manoir a été déserté pendant la grande colère. Il a été repris par Gabriel August Hagelberg en 1791, dont les descendants, sous le nom de Hagelstam, l'ont possédé et bien entretenu pendant 113 ans.
Le propriétaire du manoir dans les années 1870 était Jarl August Hagelstam, qui était le trésorier de la municipalité rurale d'Helsinki.

## Architecture
En 1826, le corps principal et les dépendances du manoir sont détruits par un incendie.
Au même moment, un bâtiment carré au milieu de la cour, construit en pierre, qui servait de cave à poudre, explose.
Le nouveau bâtiment principal en rondins a été achevé en 1826–1827. Il y a huit chambres dans le bâtiment, auxquelles s'ajoutent trois chambres à l'étage sous le toit mansardé. L'entrée était du côté nord.
Cependant, la maison est devenue exiguë, donc une dépendance plus courte mais plus large a été construite sur le côté oriental du bâtiment en 1875. En 1915, une petite pièce a été construite entre les bâtiments pour relier l'annexe au bâtiment principal.

## Le manoir auXXIesiècle
Les champs de la ferme sont toujours en culture.
Les propriétaires actuels sont les familles Thuring et Ackermann. 
La zone du manoir a une importance culturelle et historique, et c'est aussi une zone de loisirs pour les habitants des environs, entre-autres, les habitants de Länsimäki et Mellunmäki.